# Hermann Reckendorf (Verleger)
Hermann Reckendorf (* 4. März 1880 in Mannheim; † 23. Dezember 1936 in Berlin) war ein deutscher Buchdrucker, Gebrauchsgraphiker und Verlagsbuchhändler und Gründer des Verlags Hermann Reckendorf.

## Leben
Reckendorf war mit Charlotte Auen verheiratet. Er war jahrelang Reklamechef bei Ullstein, der National-Zeitung, dem Franckh-Konzern und anderen Verlagen und war ordentliches Mitglied im Verband „Die Brücke“, einem Zusammenschluss von Wissenschaftlern und Künstlern. 1916 wurde Reckendorf zur Leitung der Kriegspropaganda berufen, die er erfolgreich durchführen konnte. Später leitete er die Propaganda für das Frauenwahlrecht. Er war an der Gründung der Reichszentrale für den Heimatdienst beteiligt und organisierte die Grenzspende und Kriegsgefangenenfürsorge.
An der Deutschen Gewerbeschau im Jahre 1922 in München und an der Leipziger Messe in den Jahren von 1920 bis 1922 hatte er maßgeblichen Anteil.
Die Technische Hochschule Stuttgart ernannte Hermann Reckendorf auf Grund seiner Pionierleistungen auf dem Gebiet der Rundfunktechnik in den 1920er Jahren zum Ehrendoktor.
Hermann Reckendorf wurde schon 1933 von den Nazis enteignet, sein Verlag „arisiert“. Das Haus wurde ab 1934 Sitz der nationalsozialistischen Deutschen Arbeitsfront (DAF).
Sein Name erscheint noch bis 1937 im Berliner Adressbuch unter der folgenden Adresse auf: Reckendorf, Hermann, Dr.-Ing., Verlagsbuchhdl., Steglitz, Wuthenowerstr. 8 a. Unter der gleichen Adresse firmierte bis 1937 die Reckendorf & Co. Verlagsbuchhandlung. Von 1938 bis 1940 ist Reckendorfs Ehefrau Charlotte, geb. Auen wie folgt im Berliner Adressbuch verzeichnet: Reckendorf, Charlotte, Wtw., Wilmersdorf, Schlangenbader Str. 80 T.
Es existieren unterschiedliche Versionen über Hermann Reckendorfs weiteren Lebensverlauf: einerseits wurde behauptet, Hermann Reckendorf sei mit seiner Familie ins Exil nach Italien gegangen, in anderer Quelle wurde sein Freitod im Jahr 1933 kolportiert; wie Roland Jaeger (siehe Quellen) ermittelte, war er jedoch weiterhin in Berlin-Steglitz wohnhaft, wo er – möglicherweise durch Suizid – erst 56-jährig am 23. Dezember 1936 starb.

## Werke (Auswahl)
- Der internationale Inseratendienst als Hilfsmittel und Selbstzweck. Im Auftrag des „Vereins für das Deutschtum im Ausland“ vor geladenen Gästen am 7. Oktober 1915 im Hause des Abgeordneten, Berlin, vertraulich vorgetragen; Ein zeitgemässer Vortrag. München, Heller, 1915
- Bericht über die am 7. Oktober 1915, vormittags 10 1/2 Uhr im Haus der Abgeordneten zu Berlin abgehaltene vertrauliche Besprechung betr.: Der internationale Inseratendienst als Hilfsmittel und Selbstzweck. München, Heller, 1915.
- Kunst und Künstler im Dienste der 6. Kriegsanleihe. In: Das Plakat. Bd. 8 (1917), Heft 7, Juli 1917, S. 214–225 (Digitalisat).